# Fasada pałacu Mszatta

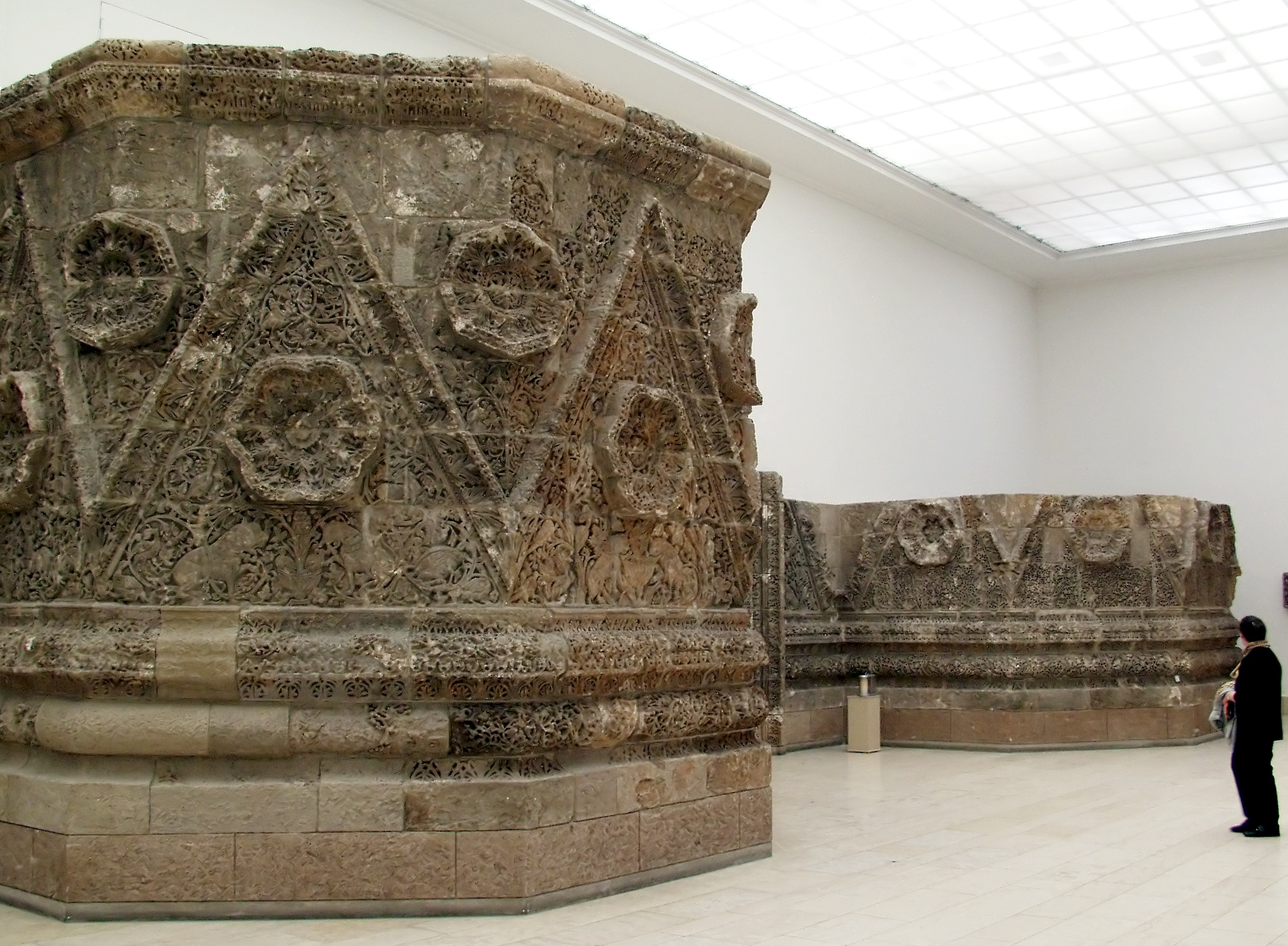
Fasada pałacu Mszatta

Fasada pałacu Mszatta – bogato rzeźbiona, południowa fasada średniowiecznej rezydencji pustynnej kalifów Mszatta w Jordanii (ok. 30 km od Ammanu). 
Nazwa Mszatta (pol. obóz zimowy) została nadana przez obozujących w ruinach beduinów, oryginalna nazwa pozostaje nieznana.
Fasada znajduje się obecnie w zbiorach Muzeum Sztuki Islamskiej w Muzeum Pergamońskim na Wyspie Muzeów w Berlinie.

## Historia

### Pałac Mszatta
Pałac pochodzi z okresu panowania Umajjadów. Jego budowę rozpoczęto najprawdopodobniej za panowania kalifa al-Walida II (743-744). Budowy zaniechano po tragicznej śmierci kalifa - pałac nigdy nie został ukończony. Niedokończona budowla padła później ofiarą trzęsienia ziemi.

### Droga do muzeum
Ruiny pałacu zostały odkryte w 1840 r. Osmański sułtan Abd-ul-Hamid II podarował fasadę budowli cesarzowi Niemiec Wilhelmowi II. W 1903 r. podarunek przywieziono do właśnie powstającego w Berlinie Muzeum Cesarza Fryderyka (obecnie Muzeum im. Bodego (niem. Bodemuseum)). W 1932 r. fasada została zrekonstruowana we wnętrzach Muzeum Pergamońskiego. Podczas II wojny światowej obiekt uległ znacznemu zniszczeniu. Obecnie, odrestaurowana fasada (33 m długości, 5 metrów wysokości) prezentowana jest w Muzeum Sztuki Islamskiej.

## Opis

### Kompleks pałacowy
Pałac Mszatta powstał na planie kwadratu o boku 144 metrów. Zbudowany na wzór cytadeli rzymskiej, posiadał grube kamienne mury obronne z 25 wieżami. Przestrzeń za murami podzielona była na trzy pola, oddzielone od siebie murami północ-południe. Prawie ukończona część środkowa miała ok. 57 m szerokości, podczas gdy obydwa pola boczne po ok. 42m. Wejście do kompleksu znajdowało się na południowym zachodzie, skąd przechodziło się na kwadratowy dziedziniec przed budynkiem pałacowym. Ściany fasady po obydwu stronach portalu wejściowego, pomiędzy dwoma wieżami, były bogato zdobione reliefami. 
Wchodzący do pałacu musieli przejść przez dwie bramy wejściowe. Po prawej stronie znajdowała się podłużna hala z półokrągłą niszą po stronie południowej (skierowaną ku Mekce – był to najprawdopodobniej mihrab), co wskazywałoby na lokalizację tu małego meczetu. Wiele mniejszych pomieszczeń, prawdopodobnie łaźni, znajdowało się po lewej stronie kompleksu wejściowego. 
Po przejściu przez dziedziniec, ukazywały się trzy łuki prowadzące do sali tronowej, usytuowanej w głębi pałacu. Wokół sali znajdowały się cztery praktycznie identyczne zespoły pokoi, każdy złożony z pięciu pomieszczeń. Niektórzy badacze wiązali liczbę apartamentów z liczbą kobiet, które muzułmanin mógł pojąć za żony (Koran, sura 4, werset 3):

A jeśli się obawiacie, iż nie będziecie sprawiedliwi względem sierot... Żeńcie się zatem z kobietami, które są dla was przyjemne - z dwoma, trzema lub czterema. Lecz jeśli się obawiacie, że nie będziecie sprawiedliwi, to żeńcie się tylko z jedną albo z tymi, którymi zawładnęły wasze prawice. To jest dla was odpowiedniejsze, abyście nie postępowali niesprawiedliwie.

Podczas gdy mury obronne zbudowane były z kamienia, do budowy samego pałacu użyto również cegieł. Zarówno wymiary cegieł jak i konstrukcja sklepień wskazują na wpływy inżynieryjne z terenów Iraku. Natomiast sposób obróbki kamienia jest zgodny z tradycją syryjską.
W 1903 r. i w 1962 r. w budynku pałacowym odkryto liczne fragmenty rzeźb.

### Fasada

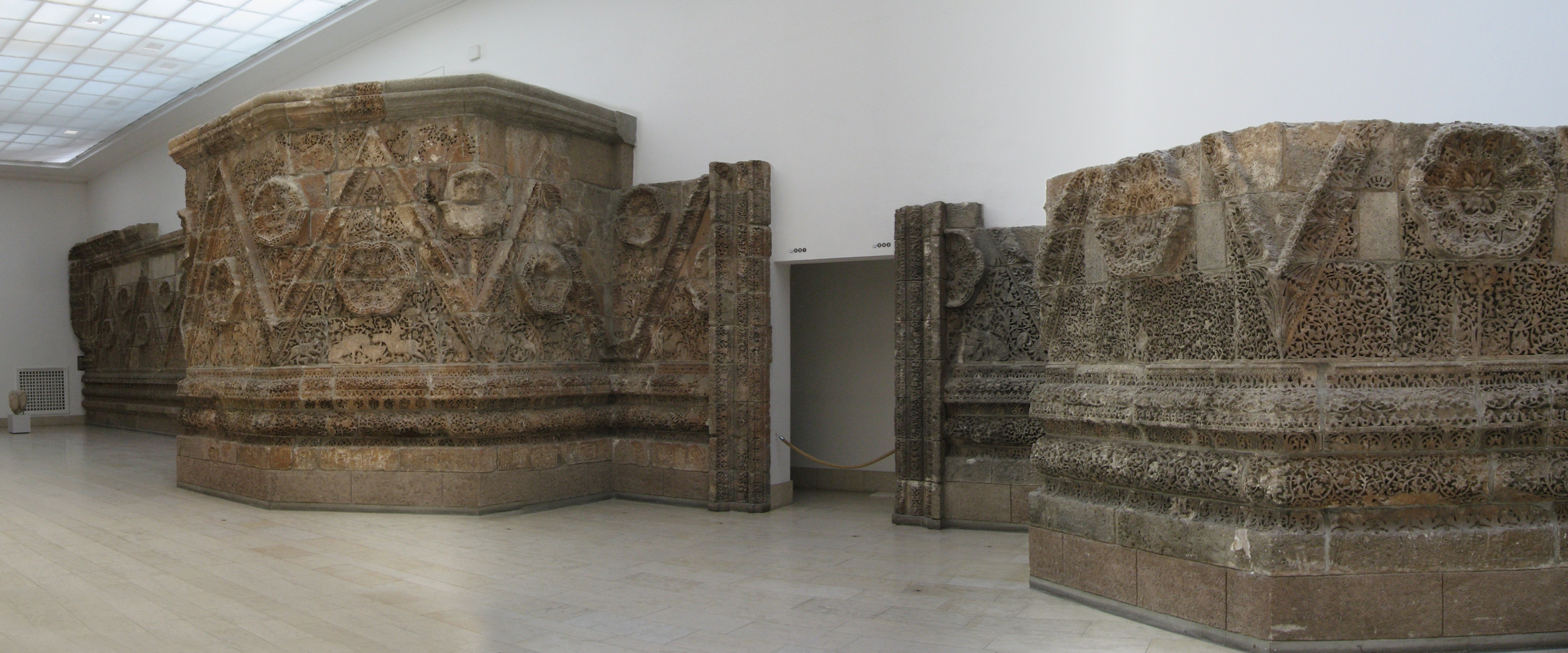
Fasada pałacu Mszatta

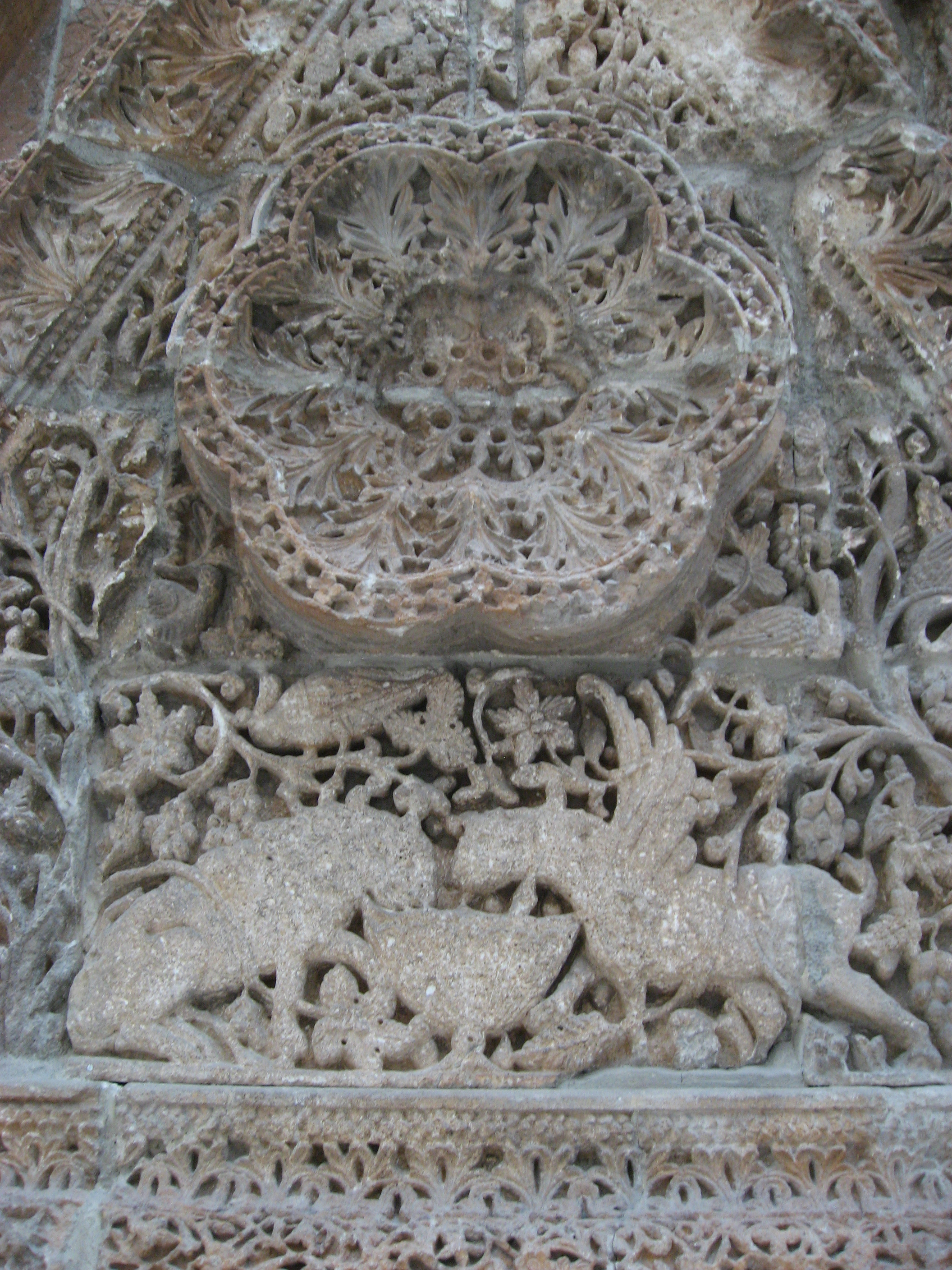
Lewa strona fasady pałacu Mszatta: detal

Fasada pałacu jest bogato zdobiona reliefami. Pomiędzy gzymsem a plintą biegnie zygzakiem pas płaskorzeźb z motywem liści akantu. Pierwotnie opasywał dwie wieże wejściowe i rozciągał się na sąsiednie ściany, sięgając kolejnych wież. Zygzak wyznacza dwa pasy trójkątnych pól. W dolnych trójkątach znajdują się sześciolistne maswerki, a w górnych oktogonalne rozety. Jedynie dolne trójkąty są pokryte reliefami, pracy przy górnych trójkątach nigdy nie ukończono. 
Po lewej stronie fasady, ornamentyka indywidualnych pól nawiązuje do motywów latorośli i winogron. Spomiędzy roślin wyłaniają się postaci zwierząt oraz stworzeń mitycznych m.in. gryfów, simurgów i centaurów. Latorośle wyrastają ponad plintę, przecinając poskręcane liście akantu, i biegną ruchem spiralnym przez całą powierzchnię ściany aż do apeksu. Na ich pędach siedzą ptaki dziobiące owoce winorośli. Motywem dominującym trójkątne pola jest para naturalistycznie przedstawionych zwierząt pijących wodę z jednego naczynia. Często są to, ukazane obok siebie, lwy i woły – motyw zaczerpnięty ze sztuki wczesnego chrześcijaństwa bizantyjskiego- symbol niebiańskiego pokoju. Świat przedstawiony na reliefach fasady przywołuje na myśl rajski ogród.
Prawa strona fasady posiada dużo skromniejsze dekoracje. Reliefy zdominowane są przez motyw latorośli o drobnych liściach. W przeciwieństwie do lewej strony, nie ma tu żadnych wyobrażeń zwierząt. Najbardziej prawdopodobnym wytłumaczeniem takiego stanu rzeczy, jest fakt, że bezpośrednio za tym odcinkiem fasady znajdować miał się meczet, a islam zabrania portretowania żywych stworzeń.

## Literatura
- Oleg Grabar. The Date and Meaning of Mshatta. „Dumbarton Oaks Papers, Studies on Art and Archeology in Honor of Ernst Kitzinger on His Seventy-Fifth Birthday”. 41, s. 243-247, 1987. (ang.).
- Robert Hillenbrand: Islamic Art at the Crossroads: East versus West at Mshatta. W: Abbas Daneshvari: Essays on Islamic Art and Architecture in Honor of Katharina Otto-Dorn. Malibu: 1981, s. 63-86. (ang.).
- Ernst Herzfeld. Die Genesis der islamischen Kunst und das Mshatta-Problem. „Der Islam”. 1, 1910. (niem.).brak numeru strony